# Xylotrechus perakensis
Xylotrechus perakensis är en skalbaggsart som beskrevs av Dauber 2006. Xylotrechus perakensis ingår i släktet Xylotrechus och familjen långhorningar. Inga underarter finns listade i Catalogue of Life.